# Mina Kerr-Addison
La mina Kerr-Addison (también conocida como mina Kerr) es una mina de oro canadiense abandonada en la zona de Kearns de McGarry, Ontario. En 1960, la mina era la mayor productora de oro de Norteamérica. La mina produjo la segunda mayor cantidad de oro en total en Norteamérica, siendo la mina Homestake la líder.
La mina está situada en el basalto de la zona del cinturón de oro de Abitibi, en lo que se convirtió en el distrito de Timiskaming.
El jefe Teme-Augama Anishnabai, Ignace Tonené, descubrió inicialmente mineral de oro en el emplazamiento de la mina hacia 1900. Los colonos europeos robaron a Tonené la propiedad del mineral y empezaron a extraerlo a pequeña escala. La producción fue baja al principio, pero aumentó a partir de 1936 hasta alcanzar su punto álgido en 1960. Los empleados se sindicaron en 1943. La extracción de mineral terminó en 1960 y la producción cesó por completo en 1963. El aumento de los precios mundiales del oro provocó la reapertura de la mina desde 1990 hasta 1996, momento en el que se habían producido más de 12 millones de onzas. Los residuos de la explotación se vertían en el lago Larder.
La propiedad de la mina cambió varias veces, entre los propietarios se encontraban Golden Shield Resources, una filial de Deak Resources, AJ Perron, y Armistice Resources Corporation, que cambió su nombre por el de Kerr Mine Ltd. (Mina Kerr). Kerr Mine se convirtió en Arizona Gold y vendió sus activos a Golden Candle Limited. A lo largo de las transferencias, los derechos de superficie y de explotación minera no siempre permanecieron en manos de la misma corporación, aunque el último propietario, Golden Candle, es ahora titular de ambos.

## Ubicación y geología
La mina está situada en el borde noreste del lago Larder, en el distrito de Timiskaming de Ontario, Canadá.
La mina está situada en basalto del cinturón de oro de Abitibi. La zona de la mina está situada entre la agrupación Timiskaming de roca metasedimentaria y la agrupación Keewatin de roca metavolcánica. La zona que rodea la mina incluye rocas de grauvaca, esquistos de talco-clorita y sienita.
Aunque contenía predominantemente oro, el mineral también contenía plata, cobre y wolframio. En total, entre 1938 y 1996 la mina produjo más de 12 millones de onzas de oro. En 1960, la mina fue el mayor productor de oro de Norteamérica. En 1969, la mina produjo la segunda mayor cantidad total de oro de Norteamérica, siendo la mina Homestake la líder.

## Historia

### Descubrimiento de oro

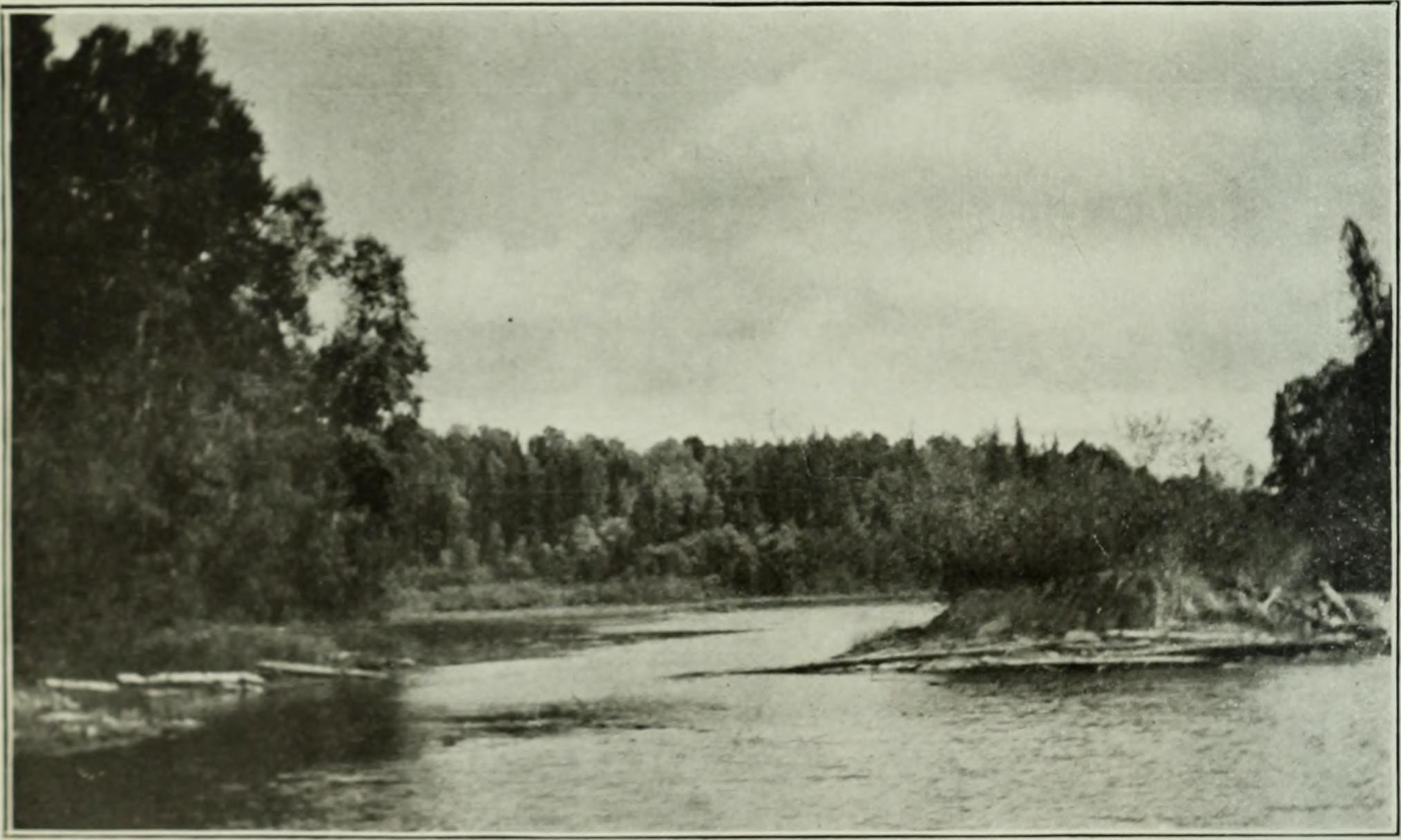
Lago Larder, 1895

A finales del siglo XIX, Ignace Tonené, jefe de la comunidad Teme-Augama Anishnabai, descubrió mineral de oro en la orilla del lago Larder. Aunque Tonené registró debidamente sus derechos de estaca, el registro no se respetó y los colonos europeos se saltaron su derecho, registrándolo de nuevo a su nombre.En aquella época, la Ley Indígena de 1876 impedía a los indígenas contratar abogados.

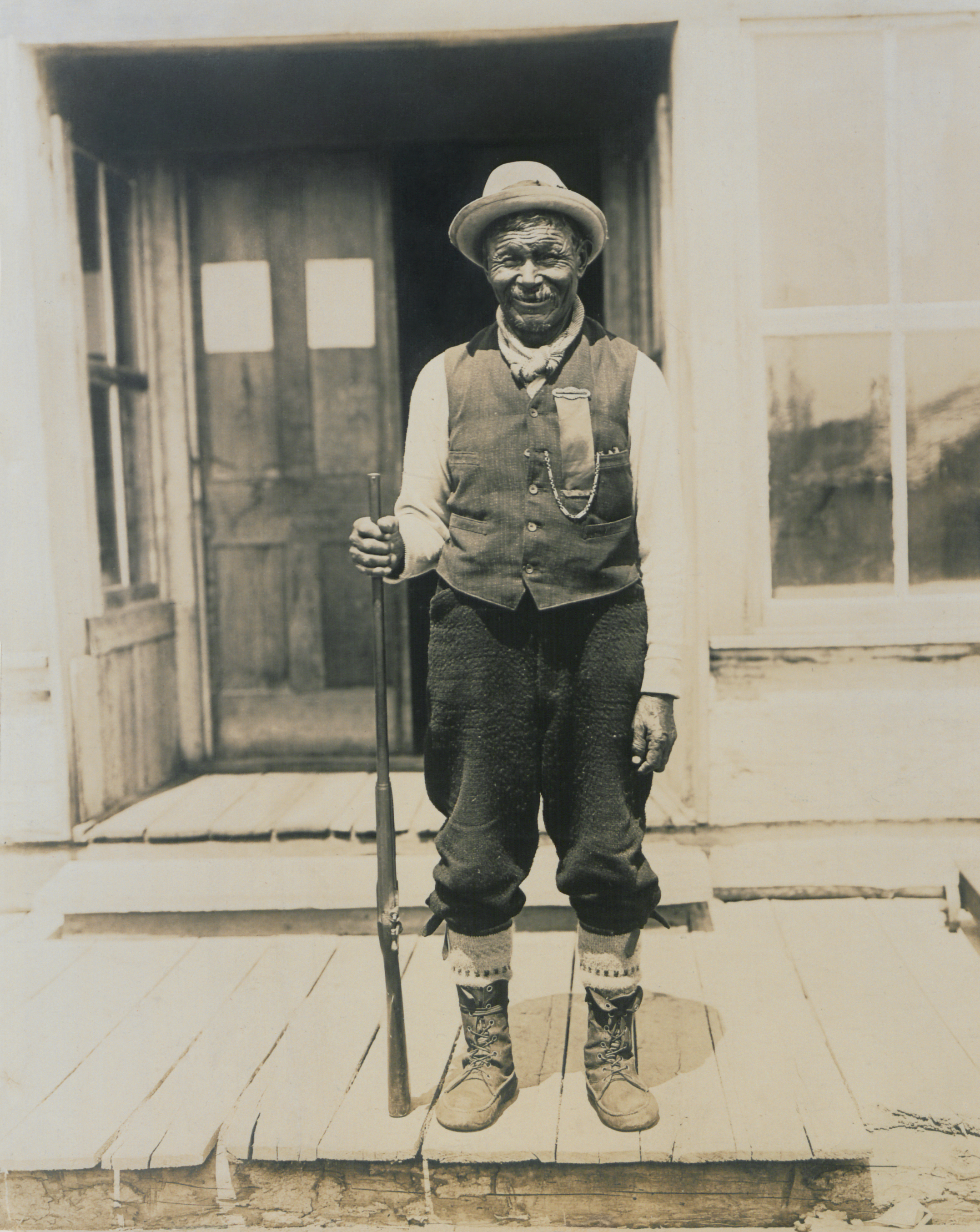
Jefe Ignace Tonené, 1909

En 1904, H. L. Kerr examinó la zona al norte del lago Larder y llegó a la conclusión de que debía volver a visitarla para investigarla más a fondo. Kerr era un graduado de 1903 de la Universidad de Toronto que había pasado una semana de cartografía geológica como ayudante en el Servicio Geológico de Canadá. Kerr compartió su análisis con William Addison, que visitó la zona en 1906 y descubrió que el Dr. Reddick de Ottawa ya la estaba estudiando.
Kerr y Addison registraron su mina en 1906, el Dr. Reddick de Ottawa registró una mina para la propiedad colindante, y la Chesterville-Larder Lake Gold Mining Company Ltd, con sede en Ottawa, registró la mina Hummel-Kearns en 1906 o 1907. Se formó Kerr-Addison Gold Mines.

### Inicio de la explotación minera
La propiedad de la mina pasó de manos de tres empresas, la tercera de las cuales era Associated Goldfields Limited, que compró tanto la mina Kerr-Addison como la mina adyacente Reddick en 1917. La empresa se convirtió en Canadian Associated Goldfields en 1921 antes de quebrar en 1928. A continuación se constituyó Proprietary Mines Limited, que se hizo cargo de las minas y de otras dieciséis concesiones cercanas.

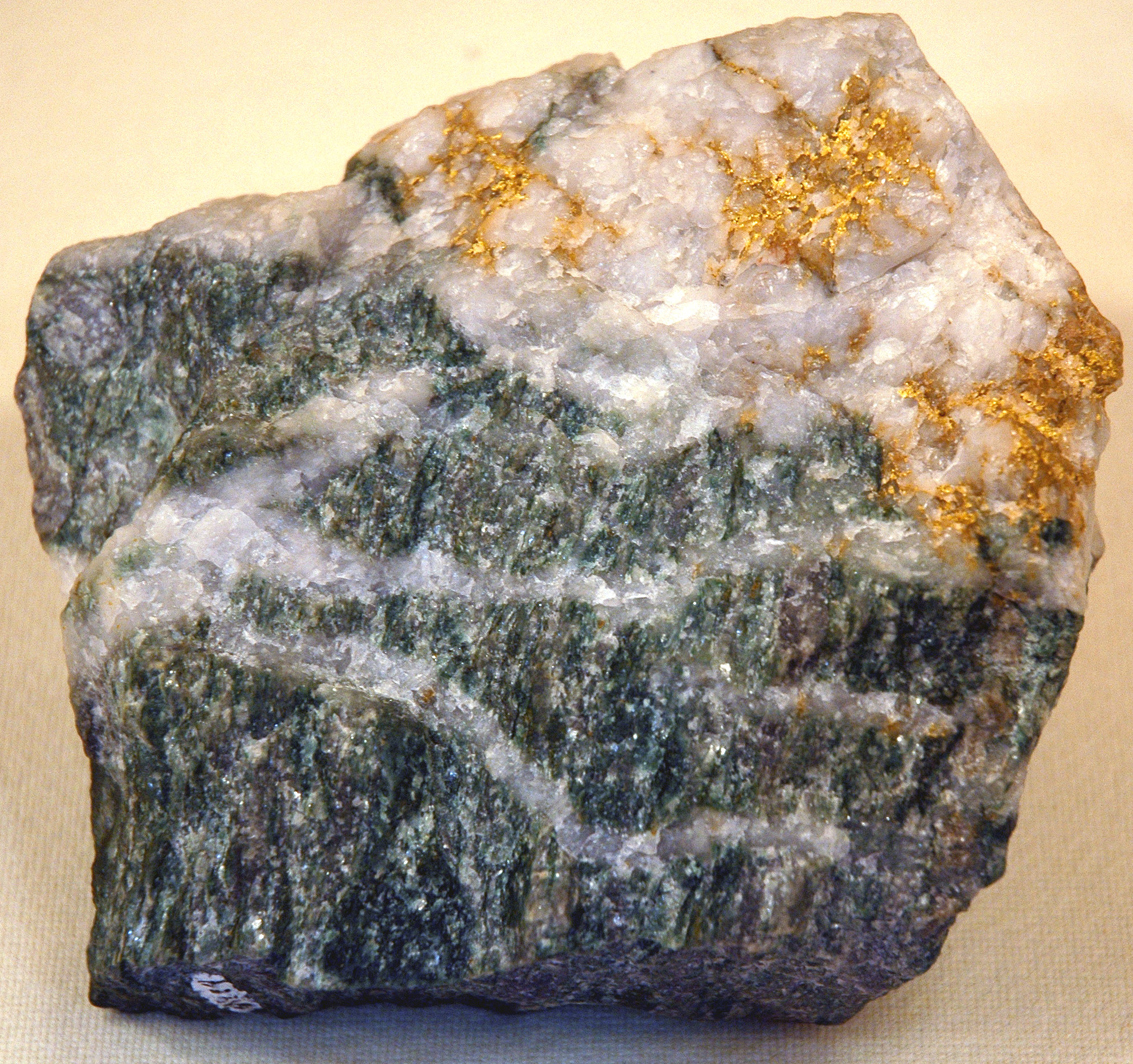
Mineral de oro del lago Larder, 2006

Entre 1920 y 1921, Proprietary Mines Limited excavó un pozo de 91 metros y desarrolló niveles a 53 m (175 pies) y 91 m (300 pies) de profundidad. El corte transversal del nivel inferior no llegó al yacimiento en unos 6 metros y, aunque más tarde se realizaron más perforaciones para llegar al yacimiento, la mina se abandonó en 1923.
Kerr-Addison Mines se constituyó como sociedad en 1936, a partir de la fusión de Kerr-Addison Gold Mines, Anglo-Huronian, Bouzan Mines y Prospector Airways y adquirió 26 concesiones completas y 2 fraccionarias en 1937.La empresa excavó cuatro pozos para explorar vetas minerales en una colina al oeste de la propiedad, donde hallaron bajas leyes de oro. La perforación con diamante de la galería n.º 1 tuvo éxito y se encontró mineral con 10,5 gramos por tonelada de oro en más de 33 metros.A continuación se realizaron más perforaciones y se construyó un molino de procesamiento de 450 toneladas al día por valor de 1,75 millones de dólares.El procesamiento del mineral comenzó el 2 de mayo de 1938 y el primer lingote de oro se vertió el 11 de junio de 1938.Ese mismo año, los propietarios de la mina solicitaron permiso al gobierno para verter los residuos de la mina, que contenían cianuro, en el lago Larder. En 1939 se mejoró el molino para que pudiera procesar 1.090 toneladas al día y, después de que se descubriera mucho más oro a 1.000 pies de profundidad en 1940, se mejoró aún más el molino para que pudiera procesar 1.725 toneladas al día en 1941. En 1958, el pozo n.º 3 se bajó a 1.174 metros y el n.º 4 se bajó a 1.829 metros (6000 pies) en 1959.
La Segunda Guerra Mundial redujo la producción a 1000 toneladas diarias, pero aumentó en 1948 hasta procesar más de 3630 toneladas diarias, cifra que se mantuvo hasta 1961. La mina se situó como la de mayor producción de oro de Norteamérica en 1960, cuando produjo 18.400 kilogramos de oro, generados a partir de 1.512.860 toneladas de mineral.Las reservas de mineral disminuyeron en 1960 y en 1963 se abandonaron todas las exploraciones, centrándose el trabajo en la extracción del mineral ya identificado.
En 1957, los propietarios de la mina adquirieron la mina de oro de Chesterville.

#### Trabajadores y sindicación
La mina empleaba a 2.500 personas en su momento de mayor actividad. En 1943 se formó el sindicato Kerr-Addison Employees's Association. En diciembre de 1946, los trabajadores votaron a favor de afiliarse al Sindicato Internacional de Trabajadores de Minas, Molinos y Fundiciones. El sindicato de Kerr-Addison se afilió a la Federación Nacional Canadiense de Sindicatos Independientes en 1981 y en 1989 se fusionó con United Steelworkers of America para convertirse en USWA Local 9283.

### Finales delsigloXXy principios delXXI

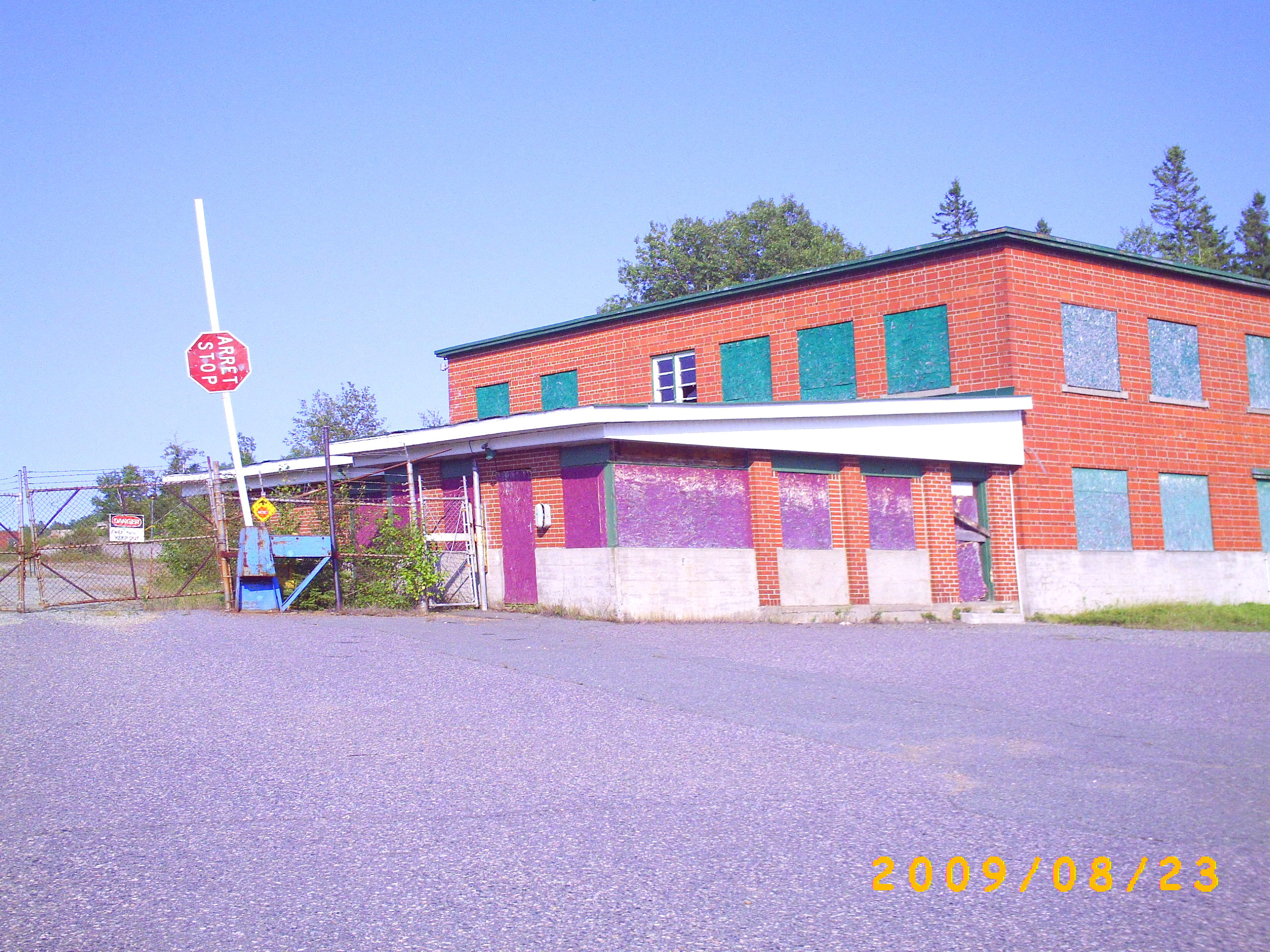
Edificio de entrada a la mina, 2009

El precio del oro se desreguló y subió de 35 dólares la onza en 1971 a 800 dólares en 1980.En 1987, los propietarios de Kerr-Addison Ltd vendieron la mina por 38 millones de dólares a Golden Shield Resources Ltd, que inició un ambicioso programa de exploración. Poco después, el precio mundial del oro cayó bruscamente, lo que obligó a Golden Shield a declararse en quiebra en 1989.
Los activos de Golden Shield fueron adquiridos por GSR Mining Corporation, filial de Deak Resources de Toronto. Golden Shield reinició sus actividades mineras en 1990 con una ayuda financiera de 2 millones de dólares del Fondo del Patrimonio de Ontario, que continuó hasta 1996. Durante su propiedad, el Ministerio de Medio Ambiente de Ontario impuso a Deak Resources una multa de 50.000 dólares debido a los efluentes contaminantes vertidos en un curso de agua desde el molino de la mina. Entre los contaminantes figuraban metales pesados y cianuro .  En 1994, un estudio del Ministerio de Medio Ambiente de Canadá documentó "elevados concentrados" de níquel, oro, cobre, plomo y zinc en el lago Larder.
A principios de 1997, el municipio de McGarry ordenó a los alguaciles que embargaran los bienes de la mina y los vendieran para recaudar fondos para los impuestos impagados. Gwen Resources, AJ Perron Gold Corporation, GSR Mining Corporation y Kerr JEX Corporation, las cuatro empresas propietarias de la mina, amenazaron con litigar contra el municipio. Antes de la acción de los agentes judiciales, la mina debía 2,1 millones de dólares de impuestos sobre bienes inmuebles y 50.000 dólares de impuestos sobre actividades económicas AJ Perron, sucesora de Deak Resources, fue excluida de la lista en 1998.
GSR, que conservaba el 50% de los derechos de superficie, se fusionó con AJ Perron y se disolvió colectivamente el 10 de abril de 2000. En 2010, Armistice Resources Corporation, que ya era propietaria de la vecina mina McGarry, compró la mina Kerr-Addison, y en 2011 anunció planes para perforar en busca de más oro. El Gobierno de Ontario ordenó a Armistice Resources el desmantelamiento del yacimiento, pero esta se negó y llevó su desacuerdo a un tribunal medioambiental y de tierras en 2013. Argumentaron que no necesitaban presentar un plan de cierre de la mina, ya que no eran los propietarios de la superficie, tal y como se define en la Ley de Minas. En 2018, el Comisionado de Minas y Tierras falló a favor de Armistice y desestimó las anteriores demandas gubernamentales.

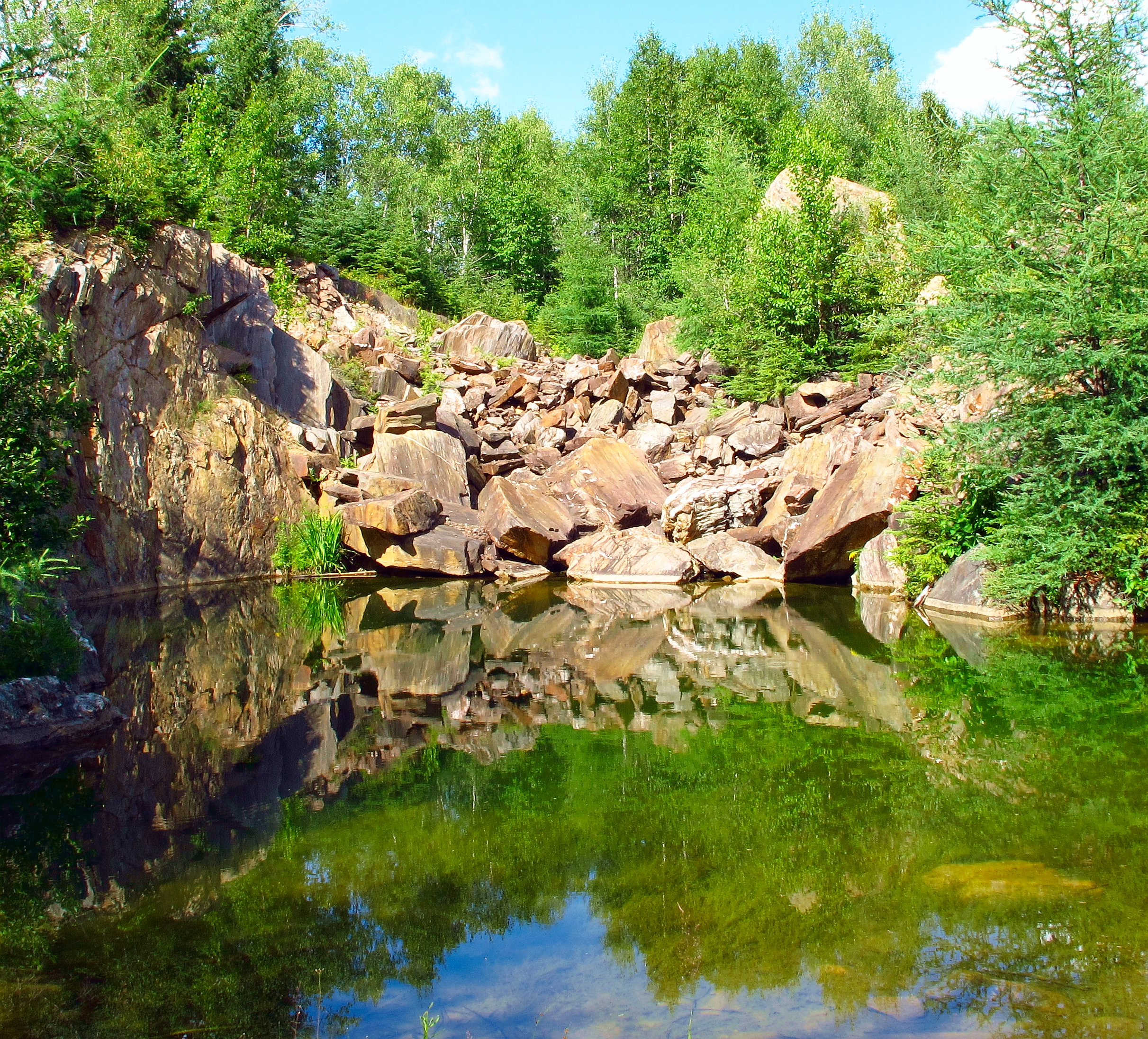
Una de las tres minas de oro abandonadas en el lago Larder, 2015

Armistice Resources cambió su nombre a Kerr Mines Inc en 2014 y cambió su símbolo en la Bolsa de Toronto a TSX:KER. En 2014, Kerr Mines vendió la mina Kerr-Addison, la mina adyacente McGarry y las reclamaciones mineras asociadas, a Golden Candle Limited por 11 millones de dólares. Kerr Mines se convirtió más tarde en Arizona Gold.
En 2016, Michael Berns, el propietario de Gold Candle Ltd presentó una declaración jurada ante el tribunal afirmando que los propietarios disueltos de los derechos de superficie (GSR/Deak y AJ Perron) no habían remediado el sitio. Como parte de ese proceso judicial, los síndicos designados por el tribunal tomaron los derechos sobre la mina de derechos de superficie y la vendieron a Gold Candle Ltd. A partir de 2021, Gold Candle Ltd poseía el 100 por ciento de la mina.